# Kodrąb (gmina)

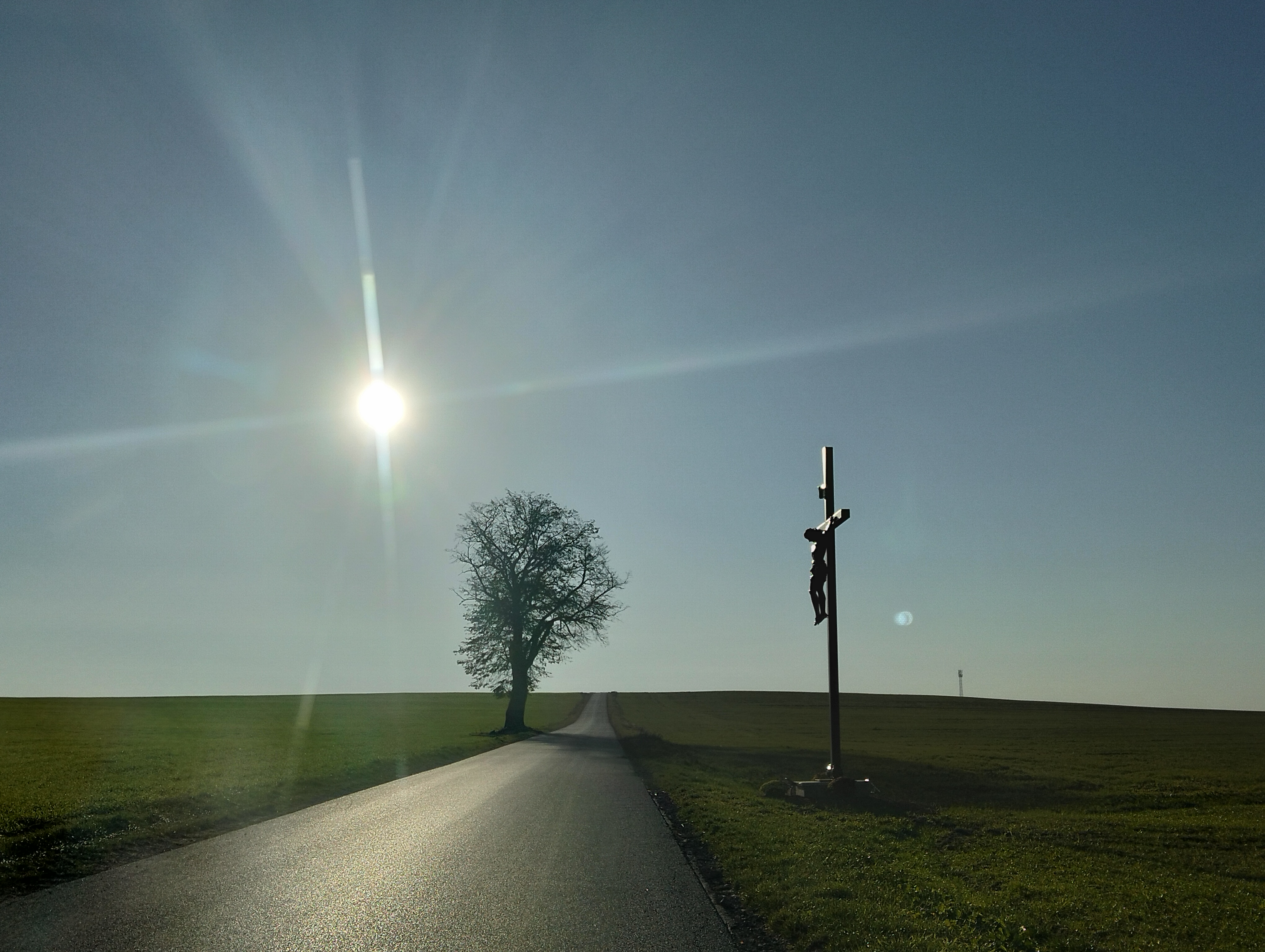
Krajobraz gminy w rejonie Rzejowic

Kodrąb – gmina wiejska w województwie łódzkim, w powiecie radomszczańskim. W latach 1975–1998 gmina położona była w województwie piotrkowskim.
Siedziba gminy to Kodrąb.
Według danych z 30 czerwca 2010 gminę zamieszkiwało 4746 osób.

## Struktura powierzchni
Według danych z roku 2002 gmina Kodrąb ma obszar 105,79 km², w tym:
- użytki rolne: 75%
- użytki leśne: 17%

Gmina stanowi 7,33% powierzchni powiatu.

## Demografia

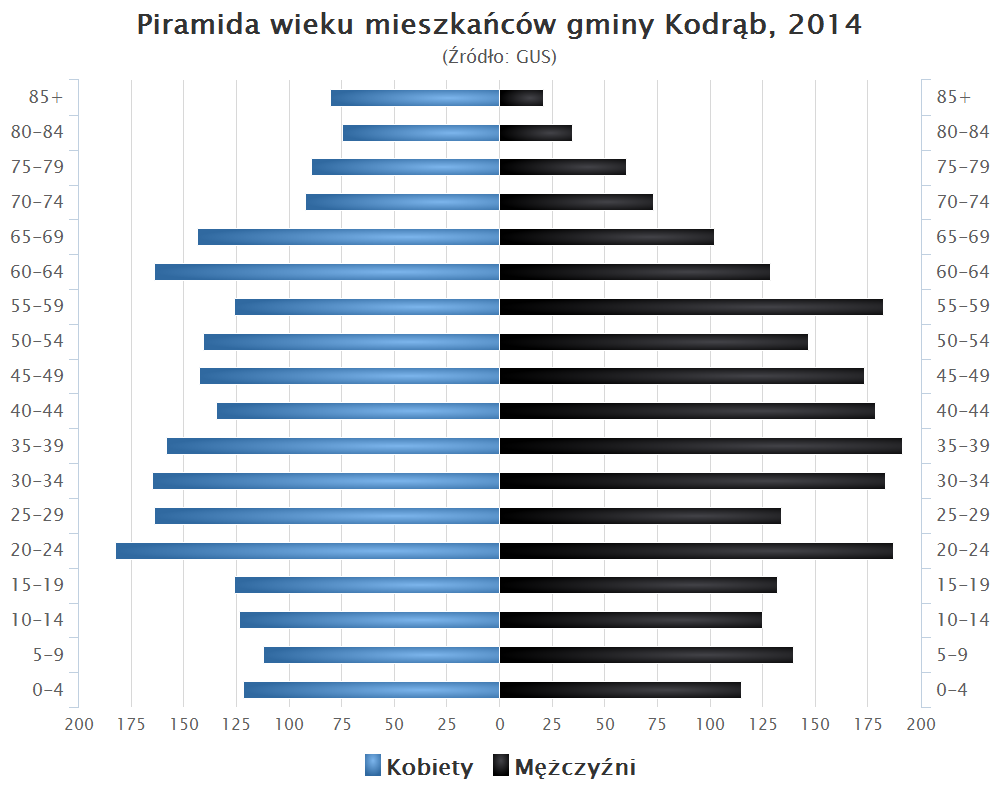
Piramida wieku mieszkańców gminy Kodrąb w 2014 roku

Dane z 30 czerwca 2010:
| Opis                              | Ogółem | Ogółem | Kobiety | Kobiety | Mężczyźni | Mężczyźni |
| --------------------------------- | ------ | ------ | ------- | ------- | --------- | --------- |
| jednostka                         | osób   | %      | osób    | %       | osób      | %         |
| populacja                         | 4746   | 100    | 2417    | 51      | 2329      | 49        |
| gęstość zaludnienia (mieszk./km²) | 45     | 45     |         |         |           |           |

## Sołectwa
Bugaj–Antopol, Dmenin, Feliksów, Florentynów, Gosławice, Józefów, Klizin, Kodrąb, Konradów, Kuźnica, Lipowczyce, Łagiewniki, Rzejowice, Smotryszów, Widawka, Wola Malowana, Zakrzew, Zapolice, Żencin.

## Pozostałe miejscowości
Antoniów, Barwinek, Bugaj Zakrzewski, Czekaj, Dąbrowa, Dmenin-Józefka, Dmenin-Władysławów, Frachowiec, Gąszczówka, Gembartówka, Hamborowa, Holendry, Klizin-Brzezinki, Klizin-Chaba, Klizin-Kopaliny, Kolonia Rzejowice, Kuchary, Młyńczysko, Moczydła, Olszowiec, Przydatki Dmenińskie, Rogaszyn, Stefania, Teodorów Duży, Teodorów Mały, Wólka Pytowska, Zabłocie, Zalesie.

## Sąsiednie gminy
Gomunice, Gorzkowice, Kobiele Wielkie, Masłowice, Radomsko, Radomsko (miasto).

## Historia
W czasie kampanii wrześniowej w rejonie Kodrąb został zestrzelony przez hitlerowców polski samolot bombowy „Łoś” pilotowany przez por. Wacława Góreckiego.